# (13644) Lynnanderson
(13644) Lynnanderson est un astéroïde de la ceinture principale.

## Description
(13644) Lynnanderson est un astéroïde de la ceinture principale. Il fut découvert le 17 avril 1996 à La Silla par Eric Walter Elst. Il présente une orbite caractérisée par un demi-grand axe de 3,16 UA, une excentricité de 0,21 et une inclinaison de 0,4° par rapport à l'écliptique.

## Compléments